# Къща музей „Майка Тереза“
Къща музей „Майка Тереза“ (на македонска литературна норма: Спомен куќа на Мајка Тереза) е къща, намираща се в град Скопие, Северна Македония. Сградата е обявена за важно културно наследство на Република Македония.

## История
Сградата е построена в центъра на града на улица „Македония“ на мястото, на което до 1963 година се намира католическата катедрала „Пресвето Сърце Исусово“, в която в 1910 година е кръстена Анеза Гонджа Бояджиу. Основният камък е положен на 9 май 2008 година, а музеят отваря врати на 30 януари 2009 година.

## Описание
Сградата е дело на архитект Вангел Божиновски, а главен художник е Кшиштоф Крул. Състои се от сутерен, приземие, етаж и тавански етаж с обща площ от 646 m2. Сутеренът се използва за мултимедийни презентации, приземието е музеен магазин, на етажа има постоянна експозиция и работни помещения, а на таванския етаж е мемориалният параклис „Света Тереза“, както и работни помещения. В сградата е вграден витраж с изображение на Майка Тереза.